# Warszycki
Warszycki (forma żeńska: Warszycka; liczba mnoga: Warszyccy) – polskie nazwisko.
Nazwisko pochodzi od nazwy miejscowej Warszyce (wieś w gminie Zgierz, w województwie łódzkim) i po raz pierwszy odnotowano w Polsce w 1393 roku.

## Znane osoby noszące to nazwisko
- Jerzy Antoni Warszycki (16??–1734) – wojewoda łęczycki w latach 1718–1733;
- Katarzyna Warszycka (15??–162?) – polska szlachcianka;
- Michał Warszycki (16??–1697) – wojewoda sandomierski w latach 1693–1697;
- Paweł Warszycki (16??–16??) – wojewoda mazowiecki w latach 1652–1659;
- Stanisław Warszycki (1577–1617) – wojewoda podlaski w latach 1616/1617;
- Stanisław Warszycki (1599–1681) – wojewoda mazowiecki w latach 1630–1651.